# Michael Verschueren
Michael Verschueren (13 augustus 1970) is een Belgisch ondernemer. Van 2010 tot 2023 was hij mede-aandeelhouder van RSC Anderlecht en lid van de Raad van Bestuur. Daarnaast is Michael Verschueren al tientallen jaren actief als ondernemer in verschillende sectoren waaronder marketing & communicatie, vastgoed en logistiek.

## Biografie
Michael Verschueren werd geboren in een Brabants gezin, is getrouwd met Stephy Germano, heeft 2 kinderen en is woonachtig te Itterbeek.
Michael groeide van jongs af aan op in het voetbalmilieu en ondernemerschap. Zijn vader, Michel Verschueren was tijdens Michael’s jeugd de toenmalige sterkhouder bij RSC Anderlecht, wat mede aan de basis ligt voor zijn passie voor het voetbal en de neus voor het ondernemerschap. Na middelbare school te hebben gelopen in het college van Melle studeerde hij Econometrie aan de Vrije Universiteit Brussel (VUB) en behaalde hij een Master. Na zijn studies startte hij zijn eerste onderneming op als importeur, alvorens in 2003 ABS Creative group op te starten.

## ABS Creative Group & Wunderman België
Ingegeven door de opkomst van interactieve media en de explosieve groei van de computer en technologiemarkt richtte hij in 1999 het bedrijf ABS Creative Group op met als hoofdproduct business cards die gedrukt werden op een mini cd-rom die op hun beurt ingelezen konden worden op een computer. Dat bleek een schot in de roos en vormde de basis voor de eerste stappen in de marketing & communicatiesector. Het bedrijf groeide op een periode van 15 jaar uit tot een volwaardig digitaal communicatiebureau, met toen een bijna uitsluitende klantenportefeuille in de medische sector, en had meer dan 30 mensen in dienst toen Michael het bedrijf verkocht aan de communicatiereus WPP.

## R.S.C. Anderlecht
Michael Verschueren is een van de oorspronkelijke oprichters van de RSC Anderlecht vennootschap die in 2010 werd opgericht. Van daaruit bouwde hij vanuit zijn rol als bestuurslid mee aan de toekomst van sportingclub Anderlecht.
Met Verschuerens uitgebreide netwerk in het Europese voetbal (mandaten bij ECA en UEFA) en de zakenwereld denkt Anderlecht sterker te staan "in het belangrijke strategische debat dat zal leiden tot een fundamentele hervorming van het Europese voetballandschap". Hij staat er bovendien in direct contact met de topmannen van grote clubs als Juventus en Barcelona.
Waarbij Verschuerens rol zich voordien vooral achter de schermen afspeelde kwam daar in 2018 verandering in. De overname van RSC Anderlecht door Marc Coucke bracht hem in pole-position voor een meer prominente rol binnen de club. Hij gold als de architect van die deal met Coucke en won erdoor aan gewicht. Na de overname behield hij 5 procent van de aandelen van de voetbalclub.
Na teleurstellende sportieve resultaten nam Verschueren de taak van sportief directeur over van Luc Devroe in november 2018. Na een zoveelste herstructurering in maart 2020 verschoof hij naar de functie CFO Sports maar gaf dat al snel op na amper drie maanden. Hij verliet het management en werd weer bestuurder van de club.
In november 2020 verstevigde hij zijn positie in de Raad van Bestuur van Anderlecht door de aandelen van Alexandre Van Damme en Jo Van Biesbroeck over te nemen, waardoor hij nu met 11 procent de machtigste figuur van de B-aandeelhouders is. Zo dacht hij beter te kunnen wegen op de besluitvorming en eventuele hervormingen. Dat de concentratie van aandelen nu bij een beperkter aantal personen lag, zou de besluitvorming ook des te eenvoudiger moeten maken. Echter na moeizame onderhandelingen over kapitaalsverhoging binnen de club, verkocht hij zijn aandelen aan Marc Coucke eind 2021.
Op 4 september 2023 nam hij ontslag bij de Raad van Bestuur bij Anderlecht. Zo kwam er na bijna 50 jaar een eind aan de Verschueren-dynasty.

## Komito
Naast het uitbouwen van ABS is Michael sinds 2004 ook oprichter en medevennoot van Komito, dat actief is als vastgoed en projectontwikkelaar.